# Stor-Gåsmyrtjärnen
Stor-Gåsmyrtjärnen är en sjö i Skellefteå kommun i Västerbotten och ingår i Bureälvens huvudavrinningsområde.